# Elke Erb
Elke Erb (Rheinbach, 18 febbraio 1938 – Berlino, 22 gennaio 2024) è stata una poetessa e scrittrice tedesca.

## Biografia
Nel 1949 si trasferì con la famiglia dalla Germania Ovest alla DDR. Studiò letteratura slava e tedesca, storia e pedagogia all'Università di Halle. Pubblicò le prime raccolte poetiche a metà degli anni '70. A partire dal 1983, iniziò una sperimentazione poetica da lei definita "scrittura processuale", caratterizzata da una scrittura non lineare e da un uso innovativo della struttura poetica, dell'ordine sintattico, e persino della strutturazione visiva del testo.